# آيت إشعي أو حدو (آيت علي أوموسى)
آيت إشعي أو حدو هو دُوَّار يقع بجماعة كروشن، إقليم خنيفرة، جهة بني ملال خنيفرة في المملكة المغربية. ينتمي الدوّار لمشيخة آيت علي أوموسى التي تضم 3 دواوير. يقدر عدد سكانه بـ 623 نسمة حسب الإحصاء الرسمي للسكان والسكنى لسنة 2004.

## وصلات خارجية
- البوابة الوطنية للجماعات الترابية
- المندوبية السامية للتخطيط